# Köbelishöhle
Die Köbelishöhle ist eine der tiefsten Karsthöhlen der Churfirsten- und Alvierkette. Sie befindet sich auf dem Gebiet der ehemaligen Gemeinde Alt St. Johann (heute politische Gemeinde Wildhaus-Alt St. Johann) im Kanton St. Gallen in der Schweiz.
Die Köbelishöhle ist eine der imposantesten Schachthöhlen der Ostschweiz. In der Höhle befindet sich der sogenannte «OGH-Schacht». Dieser Vertikalschacht ist mit einer Tiefe von 154 m an der siebten Stelle der tiefsten natürlichen Schächte der Schweiz.
Die Höhle hat eine bisher vermessene Länge von 2372 m und führt in eine erforschte Tiefe von 546 m und entwässert in den Walensee.

## Fussnoten
1. ↑  speleo.ch (Memento vom 22. Februar 2014 im Internet Archive)
2. ↑  speleo.info (Memento vom 11. Dezember 2013 im Internet Archive)
3. ↑  Köbelishöhle, Alt St.Johann, 2372 m Länge, 546 m Tiefe. Abgerufen am 5. August 2022.
4. ↑  Wasser für den Walensee. Abgerufen am 4. August 2022.

Koordinaten: 47° 9′ 26,5″ N, 9° 16′ 36,3″ O; CH1903: 739378 / 224563